# A27 (motorväg, Belgien)
För andra betydelser, se A27.

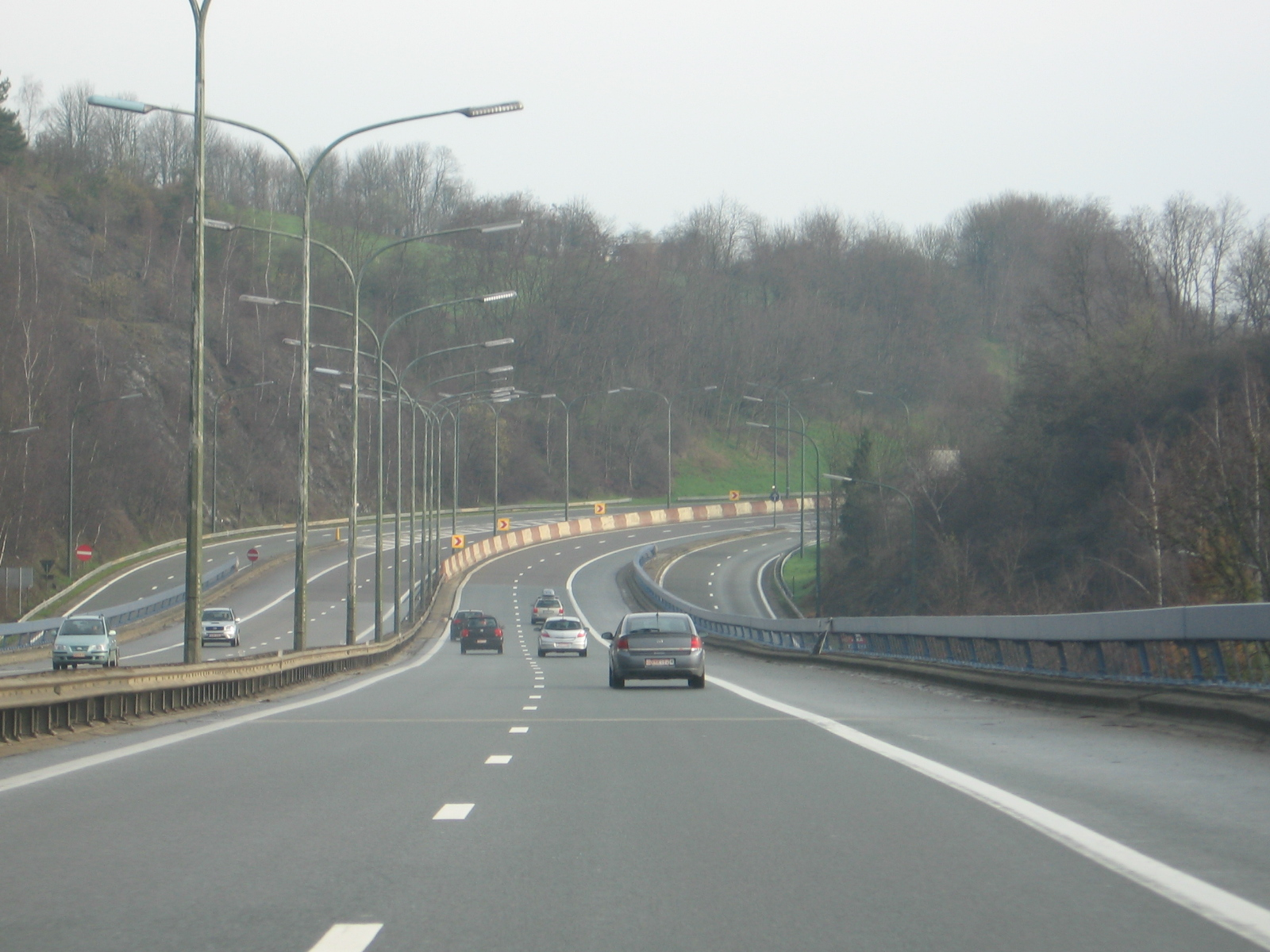
A27

A27 är en motorväg i Belgien som går mellan Battice och gränsen till Tyskland. Motorvägen går via Verviers, Malédy och Sankt-Vith. Denna motorväg är en viktig länk mellan Belgien och Nederländerna.
Vägen är skyltad som E42.